# Sisaljka
Sisaljka, crpka ili pumpa (njem. Pumpe < srednjoniz. pompe < španj. bomba: brodska crpka) je naprava ili stroj za prijenos (transport) kapljevine, odnosno njezinu dobavu na višu razinu ili u područje višega tlaka. Prijenos kapljevine sisaljka obavlja usisavajući ju kroz usisni cjevovod, u radnom joj dijelu povećava ukupnu mehaničku energiju (brzinu, tlak, ili oboje) i potom ispušta kroz tlačni cjevovod.

### Povijest
Prve naprave za dobavu vode s niže na višu razinu bile su kola s vjedricama, koja su se u starom Egiptu rabila pri natapanju. Prvu je vijčanu pumpu 200. pr. Kr., prema predaji, izmislio Arhimed (Arhimedov vijak), a u isto je doba starogrčki izumitelj Ktesibije Aleksandrijski izradio dvocilindričnu stapnu crpku za gašenje požara. Leonardo da Vinci i Galileo Galilei dali su svoj doprinos razvoju stapnih sisaljki, a talijanski inženjer Agostino Ramelli (1531. – 1600.) konstruirao je 1588. preteču današnjih rotacijskih lamelnih sisaljki. Rudarski majstori i inženjeri bili su vođeni iskustvom. Oni su opazili da sisaljka ne vuče ako je cijev duža od 10 metara. Da bi ipak isisali vodu iz dubokih rudnika, stavili su sisaljke na više katova, što se može vidjeti u Agricolinoj knjizi  "De Re Metalica". Veliki kotač pokreće čitav mehanizam sisaljki i tako crpi vodu iz rudnika; kotač pokreće najjeftinija snaga - voda. Prošlo je mnogo desetljeća dok ova praksa nije teoretski objašnjena. Korištene su i za opskrbu gradova vodom. Prvu parnu pumpu patentirao je u Engleskoj 1698. Thomas Savery (1650. – 1715.), a Thomas Newcomen (1663. – 1729.) znatno ju je poboljšao 1711. uvođenjem cilindra sa stapom što ga je pokretala para, te spajanjem stapajice parnog i pumpnoga stapa ozibnom polugom. Uz poboljšanja engleskog inženjera Johna Smeatona (1724. – 1792.), takve su se pumpe sve do sredine 19. stoljeća u Engleskoj, Francuskoj i Njemačkoj upotrebljavale za rudnička pumpna postrojenja i za opskrbu gradova pitkom vodom. Prvu turbosisaljku, gotovo neupotrebljivu za praktične primjene, napravio je 1732. Kernelien Le Demour, a prva takva sisaljka, u osnovi jednaka današnjima, bila je takozvana sisaljka Massachusetts, izrađena u Bostonu 1818. Isprva su te sisaljke bile pokretane parnim strojem, a od kraja 19. stoljeća i elektromotorom, te su ubrzo zamijenile stapne sisaljke u gotovo svim područjima primjene. Danas se sisaljke upotrebljavaju za različite namjene, pa su među strojevima po zastupljenosti odmah iza elektromotora.

## Vrste sisaljki
Prema načinu rada, razlikuju se dinamičke i volumenske sisaljke.

### Dinamičke sisaljke
Dinamičke sisaljke imaju komoru koja je stalno ispunjena kapljevinom, a neprestano je povezana s usisnim i tlačnim vodom. 

#### Turbosisaljke ili turbopumpe
Turbosisaljke ili turbopumpe su najznačajnije dinamičke sisaljke. Sastoje se od kućišta (stator) u kojem je smješteno radno kolo s lopaticama (rotor) pogonjeno elektromotorom, rjeđe motorom s unutarnjim izgaranjem ili parnom turbinom. Okretanjem rotora dolazi do strujanja kapljevine; prema izvedbi rotora i smjeru strujanja u njem, turbosisaljke mogu biti radijalne (centrifugalne), dijagonalne ili aksijalne. Služe za dobavu svih vrsta kapljevina u vodoopskrbnim i energetskim postrojenjima, kemijskoj industriji, u rashladnim uređajima i sustavima centralnoga grijanja i drugo. Kako bi se dobavna visina sisaljke povećala, koristi se višestupanjska sisaljka s više jednakih stupnjeva spojenih u seriju. Osim turbosisaljka postoji više tipova dinamičkih sisaljka kojih se rad zasniva na posebnim hidrodinamičkim učincima. 

#### Mlazne sisaljke
Mlazne sisaljke jednostavne su konstrukcije bez pokretnih dijelova, a kao pogonsko sredstvo služi mlaz fluida proizveden u nekoj drugoj sisaljki, kompresoru ili generatoru pare; takve su pumpe na primjer ejektor ili injektor. 

#### Uzgonske sisaljke
Rad uzgonske sisaljke (mamutska sisaljka) zasniva se na razlici gustoće vode i gustoće mješavine vode i zračnih mjehurića koji se u nju dovode uz pomoć kompresora. 

#### Udarne sisaljke
Rad udarne sisaljke ili hidrauličkog ovna zasniva se na periodičkim hidrauličkim udarima nastalima automatskim otvaranjem i zatvaranjem dvaju ventila zbog promjena tlaka u sustavu. 

#### Pitotova sisaljka
Pitotova sisaljka dobavlja kapljevinu pretvarajući u Pitotovoj cijevi kinetičku energiju kapljevine u statički tlak. Obodna sisaljka služi za dobavu male količine kapljevine na veliku visinu. 

#### Magnetohidrodinamičke sisaljke
Magnetohidrodinamička sisaljka prenosi rastaljene metale i kapljevine velike električne provodnosti koristeći se magnetskim poljem proizvedenim električnom strujom.

### Volumenske ili volumetrijske sisaljke
Volumenske ili volumetrijske sisaljke zasnivaju se na periodičkim promjenama obujma radnoga prostora što ga zauzima kapljevina, a koji se naizmjenično povezuje s usisnim i tlačnim cjevovodom. Te se sisaljke dijele na translacijske i rotacijske. 

#### Translacijske sisaljke
Translacijske sisaljke mogu biti stapne (stapna sisaljka) ili membranske; pravocrtnim gibanjem stapa ili deformacijom membrane mijenja se obujam radne komore ili cilindra, odvojenih ventilima od usisnog i tlačnoga cjevovoda. Kapljevina oplakuje radni dio samo s jedne, ili s obje strane, pa postoje jednoradne i dvoradne pumpe, a ovisno o broju cilindara one su jednocilindrične i višecilindrične. 

#### Rotacijske sisaljke
Rotacijske sisaljke ostvaruju periodičku promjenu obujma cilindričnoga radnog prostora rotacijom ekscentrično postavljenoga rotora. 

#### Lamelne sisaljke
Kod lamelnih sisaljki radni prostor unutar kućišta podijeljen je lamelama na odjeljke; pri vrtnji rotora kapljevina iz usisnoga cjevovoda ulazi u prazne odjeljke, a ona iz punih biva potiskivana u tlačni cjevovod. 

#### Zupčaste sisaljke
Kod zupčastih sisaljki dva su zupčanika smještena u radnom prostoru, a do promjene njegova obujma dolazi ulaskom zuba jednoga zupčanika u međuzublje drugoga. 

#### Sisaljke s rotirajućim krilima
Istovjetno kao zupčaste sisaljke rade i sisaljke s rotirajućim krilima (stapovima), ali su im rotirajući dijelovi drugačijeg oblika. 

#### Vijčane sisaljke
Vijčane sisaljke imaju radni dio u obliku vijka, rotacijom kojega dolazi do periodičke promjene obujma prostora što ga on zatvara s unutrašnjom stijenkom cilindričnoga kućišta. (na primjer Arhimedov vijak).

## Snaga sisaljke
Korisna snaga Pk (u vatima ili W) potrebna za dizanje tekućine na visinu h (u metrima ili m) jest:
{\displaystyle P_{k}=m\cdot g\cdot h}
pri čemu je m masa tekućine u kilogramima (kg), koja se diže u jednoj sekundi (s) ili maseni protok, a g je ubrzanje zemljine sile teže. Međutim, zbog trenja u mehanizmu utrošena snaga Pi mora biti veća od korisne snage Pk. Omjer između korisne i utrošene snage zove se mehanički stupanj iskoristivosti sisaljke η, to jest:
{\displaystyle \eta ={\frac {P_{k}}{P_{i}}}}
pa je utrošena snaga Pi (W):
{\displaystyle P_{i}={\frac {P_{k}}{\eta }}={\frac {m\cdot g\cdot h}{\eta }}}

## Upotreba
Sisaljke su uz elektromotor najčešće upotrebljavani strojevi danas. Možemo ih naći svuda oko nas, a i u skoro svakom domaćinstvu. U domaćinstvu sisaljku imaju perilice rublja i suđa, koje im služe da bi vodu iz uređaja izbacile vani. Sustav dobave pitke vode u domaćinstva također ima sisaljke, ali to su veće sisaljke koje su ugrađene u sustave. I sustav kanalizacije mora ih imati da bi mogao raditi. Svaki automobil, brod, avion, ukratko svako prijevozno sredstvo ima sisaljke. To su sisaljke rashladne vode, sisaljke ulja, sisaljke goriva, sisaljke servo uređaja i tako dalje. Veliki broj industrijskih pogona ima također sisaljke koje služe za razne namjene. U poljoprivredi tu su sisaljke za natapanje, u rudarstvu sisaljke za crpljenje vode iz rudnika.